# 鈴木寛之
鈴木 寛之（すずき ひろゆき）は日本のアーティスト、作曲家、アレンジャー。

## 略歴
- 1970年東京生まれ。埼玉、千葉育ち
- 本名鈴木寛之
- 八千代松陰中学校及び八千代松陰高等学校卒業
- 明治大学政治経済学部経済学科卒業

1998年BMGとの契約を機に作曲家としての活動が始まる。
現在、DEENやHI-D(ハイ・ディー)、Chocolove from AKB48（チョコラヴ フロム エーケービーフォーティエイト：秋元康完全プロデュースの女性アイドルグループ「AKB48」から選抜された3人により結成されたアイドルユニット)などアーティストへの楽曲提供、プロデュースなどをしている。またCMやTV等映像関連やウェブ関連の音楽制作もしている。
レコーディングにおいてはギタリストとしての活動もある。
| スタブアイコン | サブスタブ | この項目は、まだ閲覧者の調べものの参照としては役立たない、音楽関係者（バンド等）に関連した書きかけの項目です。この項目を加筆・訂正などしてくださる協力者を求めています（P:音楽/PJ:芸能人）。 |